# Albert Plasschaert
Albert Charles Auguste Plasschaert, pseudoniem A. Pelgrym, (Sas van Gent, 20 april 1874 - Den Haag, 9 mei 1941) was een Nederlandse kunstcriticus en dichter.

## Leven en werk
Plasschaert werd in 1874 in Sas van Gent geboren als zoon van Augustus Plasschaert, opzichter van de waterstaat en Maria Christina Josephina Pauwels. Hij is een neef van de acht jaar oudere kunstschilder Albert August Plasschaert (1866 - 1941). Hij ging na zijn middelbareschoolopleiding studeren aan de toenmalige Polytechnische school te Delft. Ook studeerde hij enige tijd rechten aan de Leidse universiteit. Hij leidde al tijdens zijn studie het literaire en kunsttijdschrift De Tuin. Hij ontwikkelde zich tot een spraakmakende kunstcriticus. Volgens het Rijksbureau voor Kunsthistorische Documentatie was hij in zijn tijd "een van de belangrijkste en meest gevreesde critici van Nederland". Zijn aanduiding Amsterdamse Joffers voor een groep jonge vrouwelijke schilders in de hoofdstad vond snel algemene ingang. Hij publiceerde zijn kritieken in de kranten Het Vaderland en in De Groene Amsterdammer. Ook schreef hij voor bladen als De Kunst, De Stem en De Nieuwe Gids.

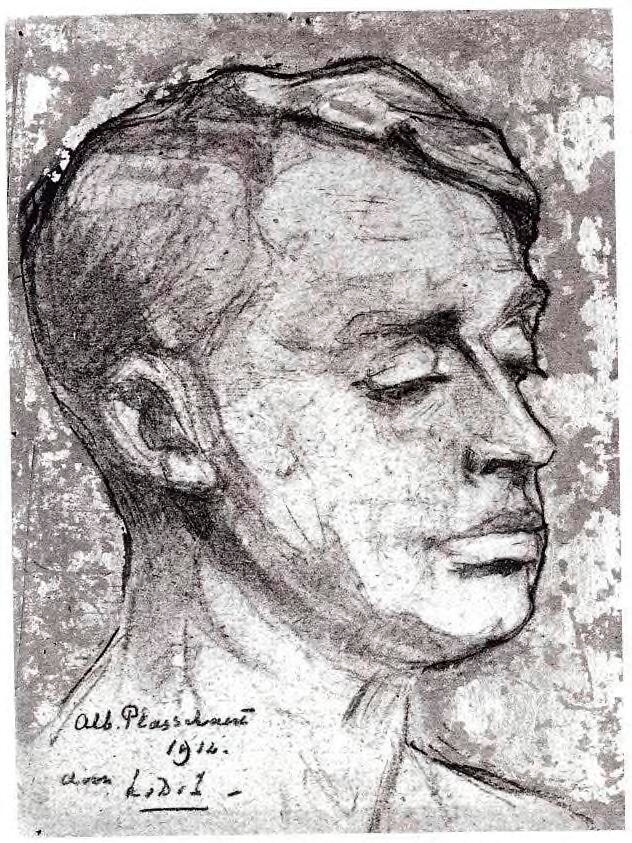
Portret door Lucie van Dam van Isselt, 1914

Plasschaert was driemaal getrouwd. Hij trouwde op 8 maart 1906 in Katwijk met Elisabeth Johanna Carolina Gelderman. Na hun scheiding trouwde hij op 12 mei 1909 in Utrecht met de kunstschilderes Lucie van Dam van Isselt. Ook dit huwelijk werd door scheiding ontbonden, daarna trouwde hij op 15 december 1922 in Rijswijk met jonkvrouw C.P. (Cornelia) Gevers (1897-1970). Hij overleed in mei 1941 op 67-jarige leeftijd in Den Haag. Hij werd begraven op de Algemene Begraafplaats in zijn woonplaats Rijswijk. Plasschaert was Officier in de Orde van Leopold II.